# Acantholochus lamellatus
Acantholochus lamellatus – gatunek widłonoga z rodziny Bomolochidae. Nazwa naukowa tego gatunku skorupiaków została opublikowana w 2013 roku przez zespół biologów Fabiano Paschoala, Andersona Dias Cezara  i José Luisa Luque.